# Ashes to Ashes (tv-serie)
 For alternative betydninger, se Ashes to Ashes. (Se også artikler, som begynder med Ashes to Ashes)
Ashes to Ashes er en britisk tv-serie skabt af Matthew Graham og Ashley Pharoah, og er en spin-off af serien Life on Mars. Serien debuterede på BBC One den 7. februar 2008 og sidste afsnit blev vist 8. juni 2009.